# Vítor Emanuel II da Itália
Vítor Emanuel II (em italiano:  Vittorio Emanuele Maria Alberto Eugenio Ferdinando Tommaso di Savoia; Turim, 14 de março de 1820 – Roma, 9 de janeiro de 1878), também chamado pelos italianos de "Pai da Pátria", foi o Rei da Sardenha de 23 de março de 1849 até 17 de março de 1861, quando unificou a Península Itálica num único estado, continuando a partir de então a reinar como Rei da Itália até sua morte. Era filho do rei Carlos Alberto da Sardenha e sua esposa, a arquiduquesa Maria Teresa da Áustria.

## Nascimento
Vítor Emanuel II, da Casa de Saboia, nasceu em Turim, no Piemonte. Primogênito de Carlos Alberto de Savoia-Carignano e de Maria Teresa de Hasburgo-Lorena (em italiano:  Maria Teresa d'Asburgo-Lorena), casou-se aos 22 anos com sua prima Maria Adelaide, filha do arquiduque Rainer José da Áustria.

## Rei da Sardenha
Quando estourou a primeira guerra de independência comandou uma divisão da reserva do exército. Na batalha de Goito (30 de maio de 1848) conduziu pessoalmente a companhia "Guardia" ao ataque e foi ferido. Depois da batalha de Novara e da abdicação de Carlos Alberto (23 de março de 1849), sucedeu ao seu pai como rei da Sardenha num momento difícil para o país.
Não tendo condições de continuar a guerra, Vítor Emanuel II teve que assinar o armistício de Vignale (24 de março de 1849) com o marechal austríaco Josef Wenzel Radetzky von Radetz. Se o exército foi posto a dura prova pela derrota, a situação interna do reino não era melhor, estremecido também por uma revolta republicana em Gênova (abril de 1849). A maior dificuldade política encontrava-se na hostilidade da Câmara dos Deputados (a maioria democrática) para ratificar o tratado de paz com a Áustria.

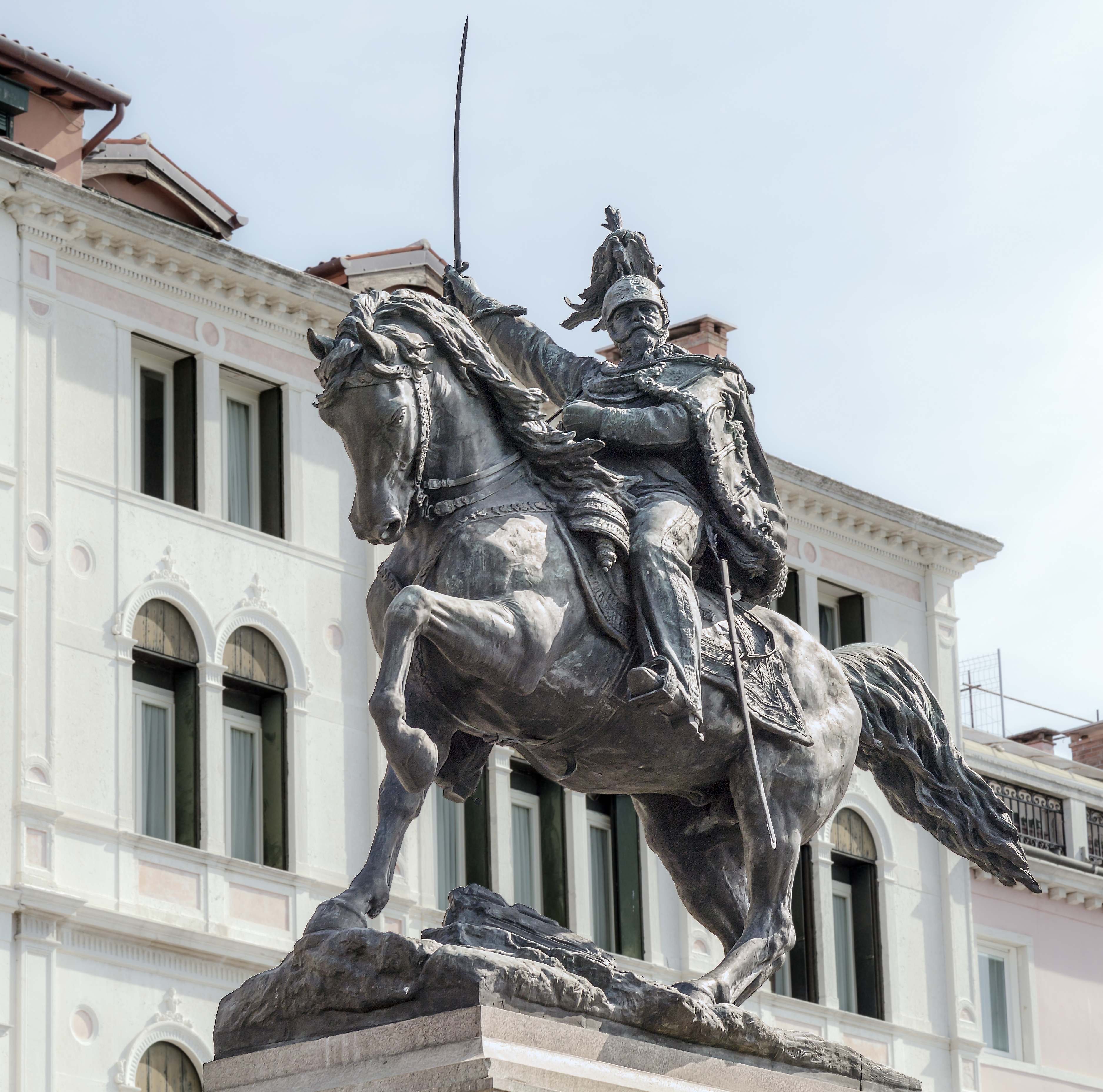
Estátua equestre em bronze de Vítor Manuel II (Veneza)

Para superar a oposição da câmara, Vítor Emanuel II chegou ao limite extremo da honestidade constitucional anunciando o decreto de Moncalieri (20 de novembro de 1849) com que dissolvia o parlamento e convocava novas eleições. A convocação real conseguiu o seu efeito no Piemonte. Assinada a paz com a Áustria pode dedicar-se a solução dos grandes problemas internos, primeiro entre todos o da consolidação do regime constitucional.
Vítor Emanuel II era propenso a exercer a autoridade régia além dos limites do estatuto, mas provou a sua lealdade constitucional proclamando as leis "Siccardi" contra os privilégios do clero. Todavia o monarca também foi induzido a recorrer a estes instrumentos pela firme postura do governo presidido por Massimo D'Azeglio.
No mês de novembro de 1852, Camilo Benso, Conde de Cavour sucedeu a D'Azeglio. O relacionamento de Vítor Emanuel II com Cavour nem sempre foi cordial e fácil, porque o "grande ministro" não hesitava em expor ao rei seus pontos de vista que nem sempre estavam de acordo com aqueles do soberano. Mas geralmente, o monarca seguiu as linhas gerais da política de Cavour, com o desejo de restaurar a fama do seu exército, como no caso da intervenção na Crimeia. Para aumentar o prestígio e o domínio da sua casa aprovou a aliança com Napoleão III, com quem ele compartilhava um certo gosto pela política secreta.

## Rei da Itália

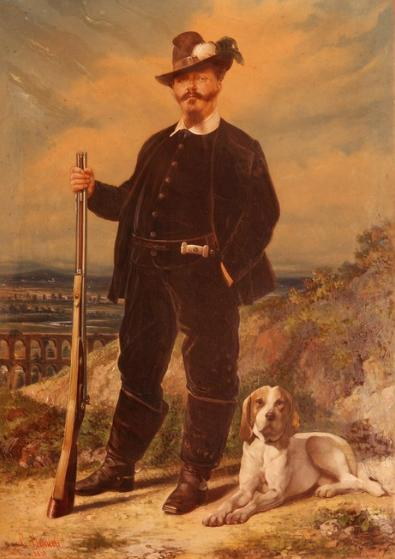
Vítor Emanuel II, em trajes de caça, no Palácio Nacional da Ajuda, Lisboa

Os anos de 1858 até 1861 foram os mais favoráveis ao reino de Vítor Emanuel II. No mês de abril de 1859 partiu para a guerra contra a Áustria, e menos de dois anos depois era proclamado o Reino de Itália com Vítor Emanuel como soberano. Certamente, para a rápida ascensão do monarca, contribuiu em muito a obra de Camilo Benso, Conde de Cavour e de Giuseppe Garibaldi que, com a Expedição dos Mil, deu a Vítor Emanuel II o Reino das Duas Sicílias. Mas deve-se reconhecer que naqueles anos decisivos ele esteve decididamente solidário com a causa da unidade nacional.
A terceira guerra de independência (1866) trouxe o Vêneto para a coroa, mas sem aquela vitória militar que o rei desejava. Para completar a unidade da Itália faltava ainda Roma. Quando, no verão de 1870, estourou a Guerra Franco-Prussiana, Vitor Emanuel II era mais propenso a correr em socorro do imperador francês Napoleão III, o antigo companheiro de armas e de intrigas, mas cedeu à vontade de seus ministros que quiseram se aproveitar da ocasião favorável para tomar Roma, então sob domínio do Papa, com apoio de tropas francesas. O rei tomou Roma, que tornou-se então capital do Reino de Itália. Porém do mesmo modo que não se adaptou em Florença, que tinha sido escolhida para ser capital depois da Convenção de Setembro (1864), não se adaptou também em Roma. Nunca morou no palácio Quirinal preferindo o retiro em uma residência mais modesta, juntamente com a esposa morganática Rosa Vercellana, posteriormente condessa de Mirafiori.
Concluído o período heróico do Risorgimento, o rei era, em certo sentido, um sobrevivente, como muitos outros protagonistas do pátrio resgate. Em 1876, viu sair do governo, por voto contrário do parlamento, a direita histórica de onde vieram seus ministros mais hábeis e seus mais confiáveis conselheiros. Respeitoso das indicações do parlamento, chamou ao governo a esquerda. Isto aconteceu no ano de sua morte.

## Descendência
Com a morte de Vítor Emanuel II em 9 de janeiro de 1878, subiu ao trono do Reino de Itália seu filho Humberto I. Era ainda pai da princesa Maria Clotilde de Saboia, do rei de Espanha Amadeu I, do príncipe Otão, Duque de Monferrato e da Rainha de Portugal Maria Pia de Saboia.

## Genealogia
| Vítor Emanuel II da Itália | Pai: Carlos Alberto da Sardenha | Avô paterno: Carlos Emanuel, Príncipe de Carignano | Bisavô paterno: Vítor Amadeu II, Príncipe de Carignano        |
| Vítor Emanuel II da Itália | Pai: Carlos Alberto da Sardenha | Avô paterno: Carlos Emanuel, Príncipe de Carignano | Bisavó paterna: Josefina de Lorena                            |
| Vítor Emanuel II da Itália | Pai: Carlos Alberto da Sardenha | Avó paterna: Maria Cristina da Saxónia             | Bisavô paterno: Carlos da Saxónia, Duque da Curlândia         |
| Vítor Emanuel II da Itália | Pai: Carlos Alberto da Sardenha | Avó paterna: Maria Cristina da Saxónia             | Bisavó paterna: Franciszka Corvin-Krasińska                   |
| Vítor Emanuel II da Itália | Mãe: Maria Teresa da Áustria    | Avô materno: Fernando III da Toscana               | Bisavô materno: Leopoldo II, Sacro Imperador Romano-Germânico |
| Vítor Emanuel II da Itália | Mãe: Maria Teresa da Áustria    | Avô materno: Fernando III da Toscana               | Bisavó materna: Maria Luísa da Espanha                        |
| Vítor Emanuel II da Itália | Mãe: Maria Teresa da Áustria    | Avó materna: Luísa das Duas Sicílias               | Bisavô materno: Fernando I das Duas Sicílias                  |
| Vítor Emanuel II da Itália | Mãe: Maria Teresa da Áustria    | Avó materna: Luísa das Duas Sicílias               | Bisavó materna: Maria Carolina da Áustria                     |